# 1913 في الولايات المتحدة
فيما يلي قوائم الأحداث التي وقعت خلال عام 1913 في الولايات المتحدة.

## سياسة

### تعيين في المنصب
- 1 يناير – ويليام سولزر حاكم نيويورك [الإنجليزية]‏.
- 6 يناير – صموئيل ف . ستيوارت حاكم مونتانا [الإنجليزية]‏.
- 11 يناير – إرنست ليستر حاكم واشنطن [الإنجليزية]‏.
- 15 يناير – لوك كريغ حاكم كارولينا الشمالية [الإنجليزية]‏.
- 4 مارس – ألبين باركلي عضو مجلس النواب الأمريكي.
- 4 مارس – إلين ويلسون السيدة الأولى للولايات المتحدة.
- 4 مارس – جون ويكس عضو مجلس النواب الأمريكي، عضو مجلس الشيوخ الأمريكي.
- 4 مارس – وودرو ويلسون رئيس الولايات المتحدة.
- 5 مارس – جوزيف دانييل الأمين العام.
- 5 مارس – وليام جيننغز بريان وزير الخارجية الأمريكي.
- 6 مارس – ديفيد فرانكلين هيوستن وزير الزراعة في الولايات المتحدة.
- 6 مارس – فرانكلين نايت لين وزير داخلية الولايات المتحدة.
- 14 مارس – هنري دروري هاتفيلد حاكم فرجينيا الغربية  [لغات أخرى]‏.
- 15 مارس – جيمس كلارك ماك رينولدز نائب عام الولايات المتحدة.
- 6 أغسطس – جورج واشنطن هايس حاكم أركنساس  [لغات أخرى]‏.

### انتهاء فترة المنصب
- 1 يناير – إدوارد إل يهي عضو مجلس الشيوخ الأمريكي.
- 5 يناير – ادوين إل. نوريس حاكم مونتانا [الإنجليزية]‏.
- 13 يناير – توماس مارشال حاكم إنديانا [الإنجليزية]‏.
- 13 يناير – هربرت سبنسر هادلي حاكم ميسوري  [لغات أخرى]‏.
- 1 مارس – وودرو ويلسون حاكم نيو جيرسي [الإنجليزية]‏.
- 3 مارس – جون ويكس عضو مجلس النواب الأمريكي،عضو مجلس النواب الأمريكي.
- 3 مارس – سايمون جوجينهايم عضو مجلس الشيوخ الأمريكي.
- 4 مارس – هنري ستيمسون وزير حرب الولايات المتحدة.
- 4 مارس – هيلين تافت السيدة الأولى للولايات المتحدة.
- 4 مارس – ويليام هوارد تافت رئيس الولايات المتحدة.
- 5 مارس – فيلاندر سي نوكس وزير الخارجية الأمريكي.
- 17 مارس – فرانكلين روزفلت عضو مجلس ولاية نيويورك.
- 10 سبتمبر – ويليام جاى جينور عمدة مدينة نيويورك.
- 17 أكتوبر – ويليام سولزر حاكم نيويورك [الإنجليزية]‏.

## ظهور
- 1 يناير – آلهة المريخ
- 1 يناير – أمير الحرب المريخي
- 1 يناير – فانيتي فير

## كتب
من الكتب التي صدرت هذه السنة في الولايات المتحدة:
- 1 يناير – الفتاة المرقعة من أوز من تأليف ليمان فرانك بوم.
- 1 يناير – عرف الريف من تأليف إديث وارتون.

## مواليد

### يناير
- 1 يناير – أبي سيمون
- 1 يناير – جون نوجرادي لاعب كرة مضرب أمريكي.
- 5 يناير – كيمونز ويلسون
- 6 يناير – توم براون
- 6 يناير – لوريتا يونغ ممثلة أمريكية.
- 9 يناير – ريتشارد نيكسون رئيس أمريكي سابق.
- 15 يناير – لويد بريدجز
- 18 يناير – داني كاي
- 19 يناير – أنتوني دكستر ممثل أمريكي.
- 24 يناير – جورج ألبرت هاريس رسام أمريكي.
- 31 يناير – موراي بوين

### فبراير
- 2 فبراير – فريد أبوستولي ملاكم من الولايات المتحدة الأمريكية.
- 4 فبراير – روزا باركس
- 14 فبراير – جيمي هوفا
- 17 فبراير – والاس هـ. كولتر
- 19 فبراير – فرانك تاشلين
- 21 فبراير – بنجامين بلوم عالم نفس أمريكي.
- 25 فبراير – جيم باكوس

### مارس
- 1 مارس – ناثان بور ملاكم من الولايات المتحدة الأمريكية.
- 2 مارس – ديوك نالون
- 4 مارس – جون غارفيلد ممثل أمريكي.
- 5 مارس – روبرت جيه كيليهر
- 15 مارس – ماكدونالد كاري ممثل من الولايات المتحدة.
- 16 مارس – لو نوفا
- 23 مارس – سيكستو إسكوبار ملاكم من الولايات المتحدة الأمريكية.
- 30 مارس – ريتشارد هيلمز ضابط من الولايات المتحدة الأمريكية.

### أبريل
- 13 أبريل – بروس بالمر جونيور عسكري من الولايات المتحدة الأمريكية.
- 13 أبريل – كيرميت تايلر ضابط من الولايات المتحدة الأمريكية.
- 14 أبريل – جون هوارد ممثل أمريكي.
- 18 أبريل – جون ديفيس سياسي من الولايات المتحدة الأمريكية.
- 27 أبريل – فيليب أبيلسون

### مايو
- 4 مايو – جون بروم كاتب من الولايات المتحدة الأمريكية.
- 4 مايو – فرانكي كوفيلي
- 8 مايو – بوب كلامبيت
- 8 مايو – فريتزي زيفيتش ملاكم من الولايات المتحدة الأمريكية.
- 20 مايو – فيليب حنان كهنوت من الولايات المتحدة الأمريكية.
- 20 مايو – ويليم ريدنغتون هيوليت
- 29 مايو – توني زال
- 30 مايو – جوليان بلاوشتاين منتج أفلام أمريكي.

### يونيو
- 10 يونيو – ويلبر كوهين سياسي أمريكي.
- 11 يونيو – فينس لومباردي لاعب كرة قدم أمريكية.
- 19 يونيو – هيلين ماديسون سبّاحة من الولايات المتحدة الأمريكية.
- 23 يونيو – وليام روجرز سياسي أمريكي.

### يوليو
- 1 يوليو – جو سينكلير كاتب أمريكي.
- 8 يوليو – بيل طومسون
- 12 يوليو – ميلدريد كوهن عالمة أمريكية.
- 12 يوليو – ويليس لامب
- 14 يوليو – جيرالد فورد سياسي من الولايات المتحدة الأمريكية.
- 28 يوليو – ليرد كريغار

### أغسطس
- 4 أغسطس – ويسلي أدي ممثل أمريكي.
- 9 أغسطس – هيرمان تالمادج سياسي أمريكي.
- 10 أغسطس – نواه بيري جونيور ممثل أمريكي.
- 11 أغسطس – روبرت فرانسيس هوفر عالم نبات أمريكي.
- 13 أغسطس – ريتا جونسون
- 17 أغسطس – مارك ويليام فيلت محامي من الولايات المتحدة الأمريكية.
- 20 أغسطس – روجر سبيري
- 21 أغسطس – هاري ماجدوف
- 24 أغسطس – مالكولم نولز
- 25 أغسطس – دون ديفور
- 25 أغسطس – والت كيلي

### سبتمبر
- 4 سبتمبر – ستانفورد مور
- 10 سبتمبر – نيلس بوي سياسي أمريكي.
- 11 سبتمبر – بير برايانت
- 12 سبتمبر – جيسي أوينز
- 13 سبتمبر – روي إنجل ممثل أمريكي.
- 13 سبتمبر – هيرمان جولدشتاين رياضياتي أمريكي.
- 15 سبتمبر – جون ميتشيل
- 27 سبتمبر – ألبرت إليس عالم نفس أمريكي.
- 28 سبتمبر – أليس ماربل لاعبة كرة مضرب من الولايات المتحدة.
- 29 سبتمبر – ستانلي كرامر

### أكتوبر
- 11 أكتوبر – جو سيمون
- 11 أكتوبر – فرانك ستولن مهندس من الولايات المتحدة الأمريكية.
- 12 أكتوبر – برنارد والدمان فيزيائي أمريكي.
- 27 أكتوبر – جو ميدسن كرو مؤرخ أمريكي.

### نوفمبر
- 2 نوفمبر – برت لانكستر ممثل أمريكي.
- 4 نوفمبر – جيغ يونغ ممثل أمريكي.
- 8 نوفمبر – لو أمبيرز ملاكم من الولايات المتحدة الأمريكية.
- 12 نوفمبر – فلورنسا فان ستراتن
- 22 نوفمبر – جاردنر مولوي لاعب كرة مضرب أمريكي.
- 24 نوفمبر – هوارد داف

### ديسمبر
- 1 ديسمبر – ماري أينسورث
- 1 ديسمبر – ماري مارتن
- 10 ديسمبر – جورج إنجل
- 13 ديسمبر – آرشي مور ملاكم من الولايات المتحدة الأمريكية.
- 17 ديسمبر – ماري كينيه كيلر
- 18 ديسمبر – ألفريد بستر
- 18 ديسمبر – دايفيد جونز ضابط من الولايات المتحدة الأمريكية.
- 18 ديسمبر – راي ماير
- 25 ديسمبر – توني مارتن
- 25 ديسمبر – جورج كوفال
- 28 ديسمبر – جون وليام براون سياسي من الولايات المتحدة الأمريكية.
- 31 ديسمبر – جون ن. إيروين الثاني دبلوماسي أمريكي.

## وفيات

### يناير
- 5 يناير – لويس سويفت (مواليد 1820) عالم فلك أمريكي.
- 12 يناير – أندرو جيه. هنتر (مواليد 1831) سياسي أمريكي.
- 26 يناير – جون جيه دي هافن (مواليد 1849) سياسي أمريكي.

### فبراير
- 14 فبراير – فرانك ريتشاردسون (مواليد 1892) ممثل أمريكي.
- 15 فبراير – فلورنسا باركر (مواليد 1891)

### مارس
- 2 مارس – هنري بيلينجز براون (مواليد 1836) قاضي أمريكي.
- 10 مارس – هاريت توبمان (مواليد 1820) كاتبة من الولايات المتحدة الأمريكية.
- 11 مارس – جون شو بيلينغز (مواليد 1838)
- 19 مارس – ألبرت ادوارد ميد (مواليد 1861) سياسي أمريكي.
- 31 مارس – جون بيربونت مورجان (مواليد 1837)

### أبريل
- 9 أبريل – أديسون براون (مواليد 1830) سياسي أمريكي.

### مايو
- 20 مايو – هنري فلاجلر (مواليد 1830) رجل أعمال من الولايات المتحدة الأمريكية.

### سبتمبر
- 10 سبتمبر – ويليام جاى جينور (مواليد 1849) سياسي أمريكي.

### أكتوبر
- 16 أكتوبر – رالف روز (مواليد 1885)

### نوفمبر
- 29 نوفمبر – هربرت دبليو. لاد (مواليد 1843) سياسي أمريكي.

### ديسمبر
- 18 ديسمبر – لويز بلانشارد بيتون (مواليد 1856) مهندسة معمارية أمريكية.
- 31 ديسمبر – سيث كارلو تشاندلر (مواليد 1846) عالم فلك أمريكي.